# Ани (филм, 2014)
„Ани“ (на английски: Annie) е американска музикална трагикомедия от 2014 г. на режисьора Уил Глък, продуцирана от „Вилидж Роудшоу Пикчърс“ и „Овърбрук Ентъртейнмънт“ и разпространена от „Кълъмбия Пикчърс“ на „Сони Пикчърс Релийзинг“. Като съвременна филмова адаптация на едноименния бродуейски мюзикъл от 1977 г. (който е базиран на комикса „Малкото сираче Ани“ от Харолд Грей) той е вторият римейк и третата филмова адаптация на мюзикъла след филма от 1982 г. и телевизионния филм от 1999 г. Във филма участват Кувенжане Уолис в заглавната роля, Джейми Фокс, Роуз Бърн, Боби Канавале и Камерън Диас (в нейната последна филмова поява преди оттеглянето ѝ от актьорството от 2014 г. до 2022 г.). „Ани“ започва производството си през 2013 г. и е пуснат по кината на 19 декември 2014 г.

## Актьорски състав
- Кувенджане Уолис – Ани Бенет Стакс
- Джейми Фокс – Уилям „Уил“ Стакс
- Роуз Бърн – Грейс Фарел
- Камерън Диас – Мис Колийн Ханиган
- Боби Канавале – Гай Данлили
- Адеуали Акинуйе-Агбайе – Наш
- Дейвид Зайас – Лу
- Стефани Курцуба – госпожа Ковашевич
- Идън Дънкан-Смит – Изабела Съливан
- Зоуи Маргарет Колети – Теси Маркъс
- Николет Перини – Мия Пътнам

### Малки роли
- Патриша Кларксън – Жената от Фокус Груп
- Майкъл Джей Фокс – себе си
- Мила Кунис – Андреа Алвин
- Ащън Къчър – Саймън Гудспийд
- Боби Мойнихан – Човекът от бара
- Риана – Богинята на луната

## В България
В България филмът е пуснат по кината на 30 януари 2015 г. от „Александра Филмс“.
През 2018 г. е излъчен по каналите на Нова Броудкастинг Груп.
През 2022 г. се излъчва и по каналите на Фокс.

### Дублажи
| Озвучаващи артисти  | Йорданка Илова Петя Абаджиева Таня Димитрова Светозар Кокаланов Силви Стоицов Ивайло Велчев |
| Преводач            | Даяна Иванова                                                                               |
| Тонрежисьор         | Цветомир Цветков                                                                            |
| Режисьор на дублажа | Димитър Кръстев                                                                             |

| Преводач            | Луиза Топузян                                                                   |
| Тонрежисьор         | Николай Марков                                                                  |
| Режисьор на дублажа | Десислава Знаменова                                                             |
| Озвучаващи артисти  | Христина Ибришимова Татяна Захова Таня Димитрова Станислав Димитров Илиян Пенев |